# John Ross (explorateur)
Pour les articles homonymes, voir John Ross et Ross.

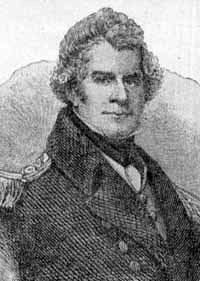
Gravure publiée en 1909 de John Ross.

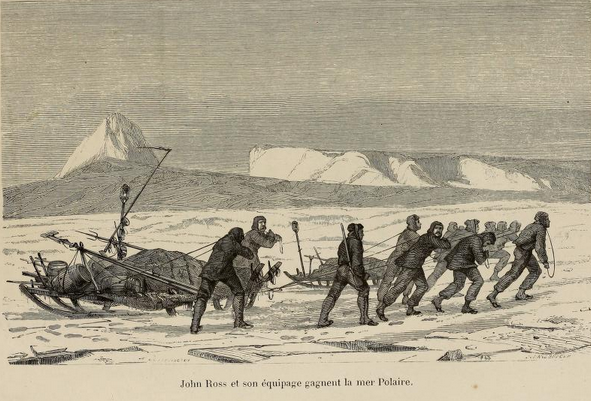
Durand-Brager, John Ross et son équipage.

Sir John Ross (né le 24 juin 1777 à Balsarroch, en Écosse; décédé le 30 août 1856 à Londres) était un contre-amiral d'origine écossaise dans la marine de guerre britannique et un explorateur des régions arctiques.

## Biographie
Sa carrière militaire débute sous les ordres de l'amiral sir James Saumarez, avec qui il a fait les guerres napoléoniennes.
En 1818, lors de son premier voyage arctique à la recherche du passage du Nord-Ouest, capitaine de l' Alexander, il visite la côte nord-ouest du Groenland avec William Edward Parry (capitaine de l' Isabelle). En 1819, lors d'un sondage en mer de Baffin, il ramène dans une vase verte des vers et une ophiure emmêlée dans la ligne de sonde, son rapport d'exploration contredisant le dogme de l'hypothèse azoïque d'Edward Forbes (absence de faune abyssale au-delà de 500 m). Ensuite, en tentant de s'enfoncer plus vers l'Ouest, il conclut à plusieurs reprises que les plans d'eau qu'il suit sont des baies. Ces conclusions, d'abord contestées par ses officiers, se révèleront fausses : il s'agissait en fait de détroits qui auraient éventuellement donné accès à un passage vers l'Ouest. Résultat de ce voyage qui se termine dans la controverse : bien qu'il soit promu au grade de capitaine de vaisseau, Ross se voit refuser le commandement d'un autre navire.
En 1829, Ross retourne enfin dans l'Arctique aux commandes d'une expédition financée par le distillateur du gin Felix Booth. Il n'en reviendra que quatre ans plus tard, lui et son équipage ayant été incapables de se libérer de la glace pendant trois hivers de suite. Après avoir délaissé leur propre navire, ils emprunteront les chaloupes d'un autre navire abandonné dans la glace lui aussi.
Après son retour triomphal, la controverse est semée de nouveau, cette fois au sujet de la découverte du pôle Nord magnétique, entre autres. Ross revendique cette découverte pour lui-même, tandis que son neveu, James Clark Ross, également du voyage, estime en être le responsable.